# Mega Drive
Mega Drive（簡稱MD，香港俗稱世嘉五代）是世嘉在1988年推出的16-bit家用遊戲機，1989年在美國推出，1990年在歐洲推出。
Mega Drive在全球共售出3075万台。此外Tectoy在巴西售出大约300万台授权的兼容机。Majesco估計在美国共售出150万台授权的兼容机。

## 历史
1988年10月29日，世嘉在日本地区发行了Mega Drive。尽管推出之时，被一周前任天堂发行的《超級瑪利歐兄弟3》的风头所遮盖，但是《Fami通》和《Beep!》杂志的正面评价而使Mega Drive得以继续。不过发行的第一年，世嘉仅售出40万台。
1993年，世嘉推出更为轻小的第二版本。在日本、亞洲、欧洲和澳大利亚地區称为Mega Drive 2。在北美称为Genesis。

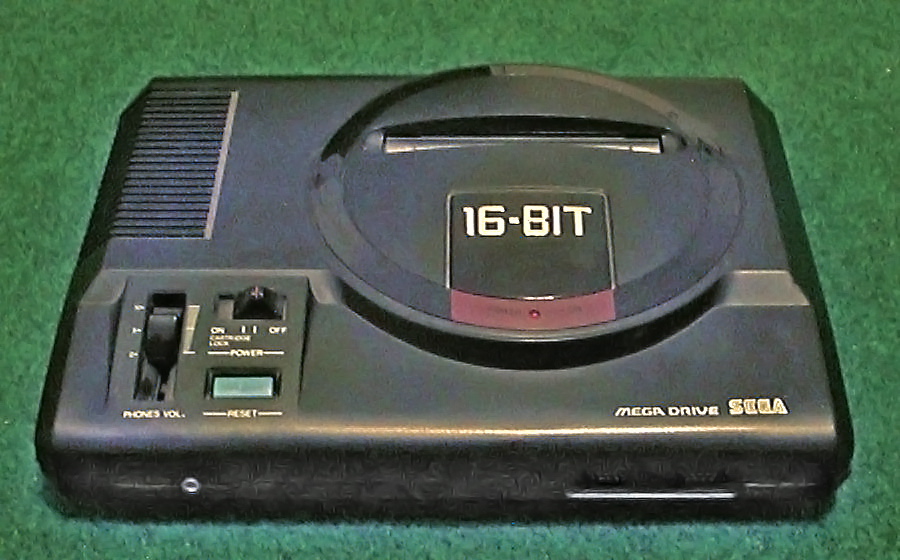
亞洲版本Mega Drive
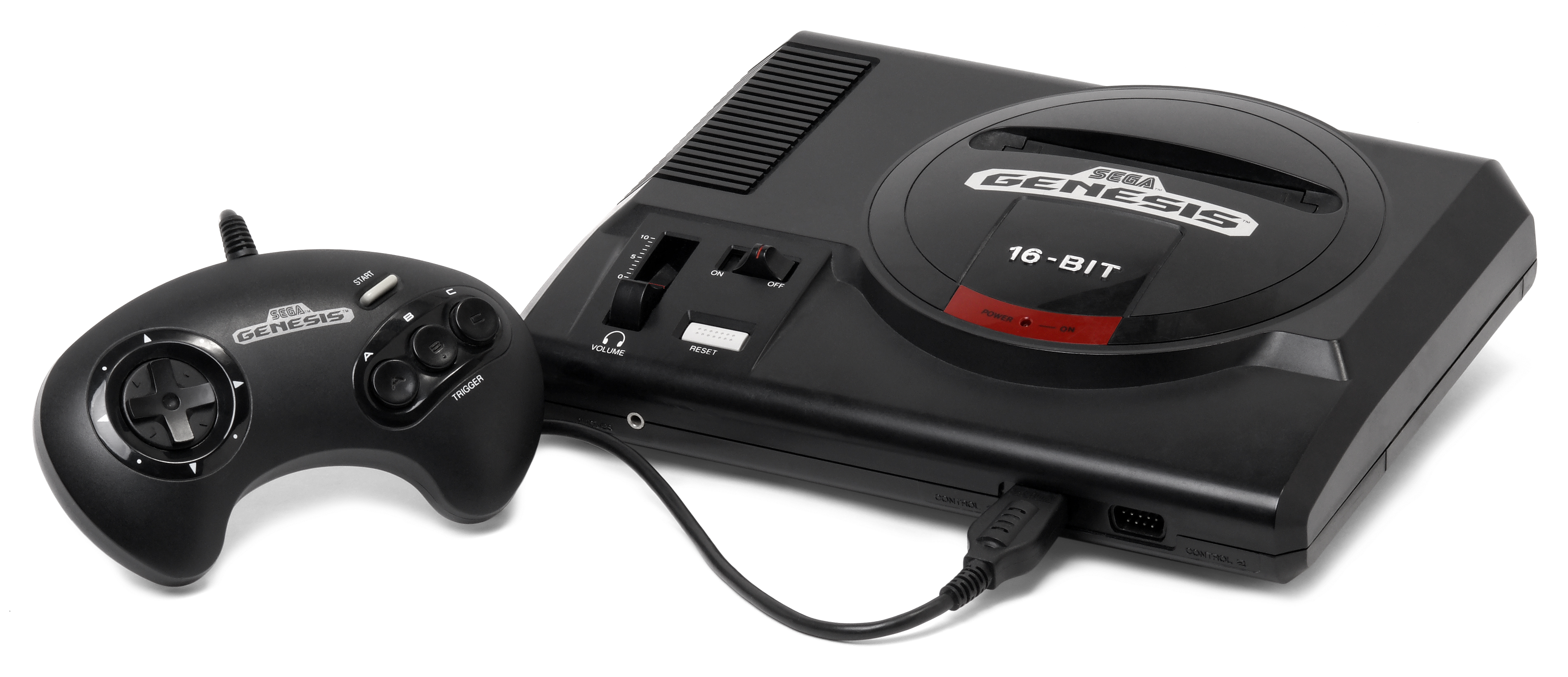
Mega Drive的北美版本稱為Sega Genesis
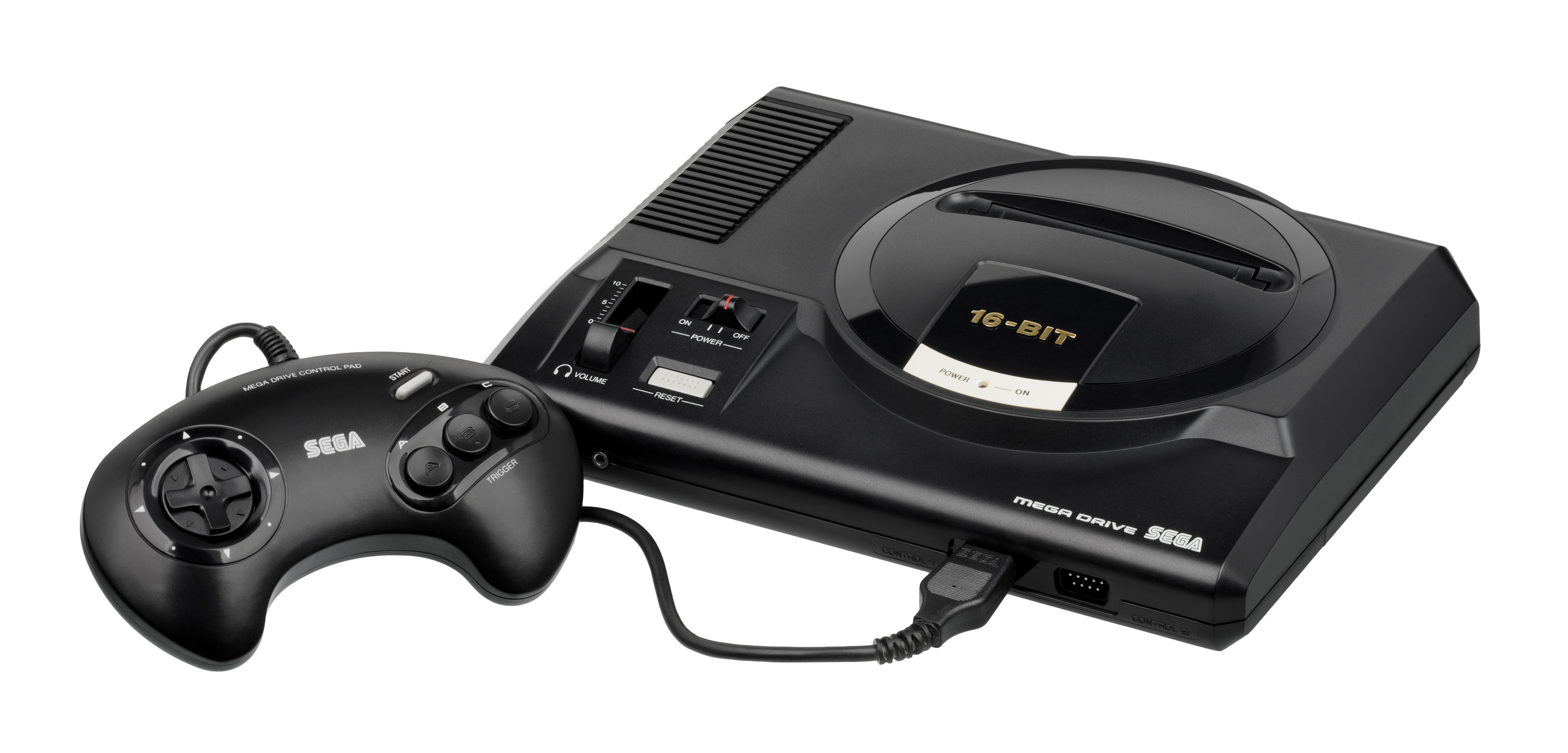
歐洲版本Mega Drive
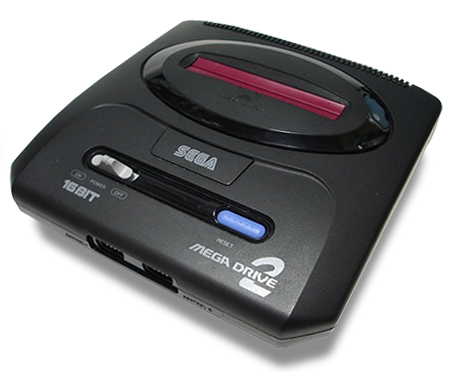
日本Mega Drive第二版本
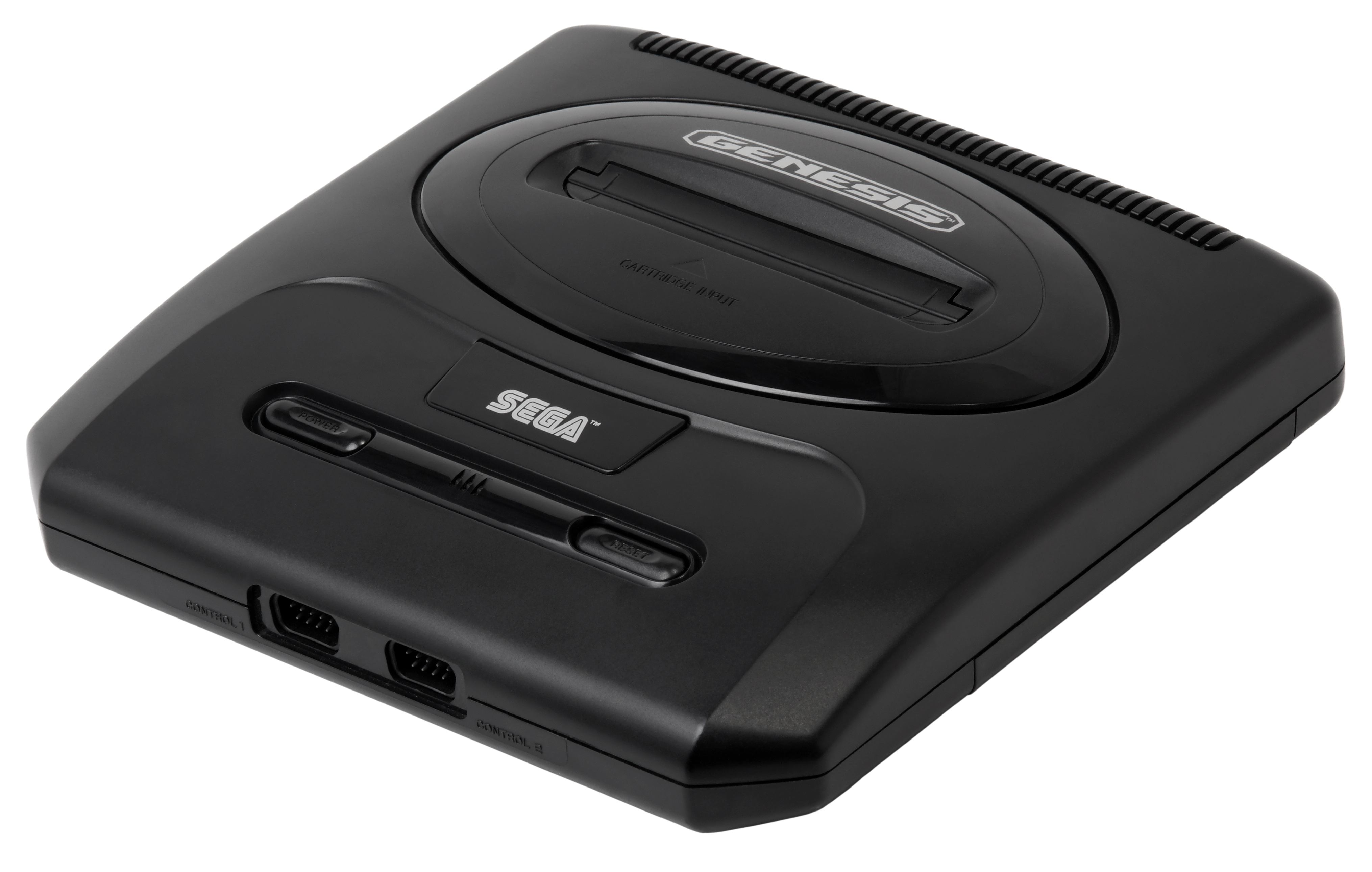
北美Genesis第二版本
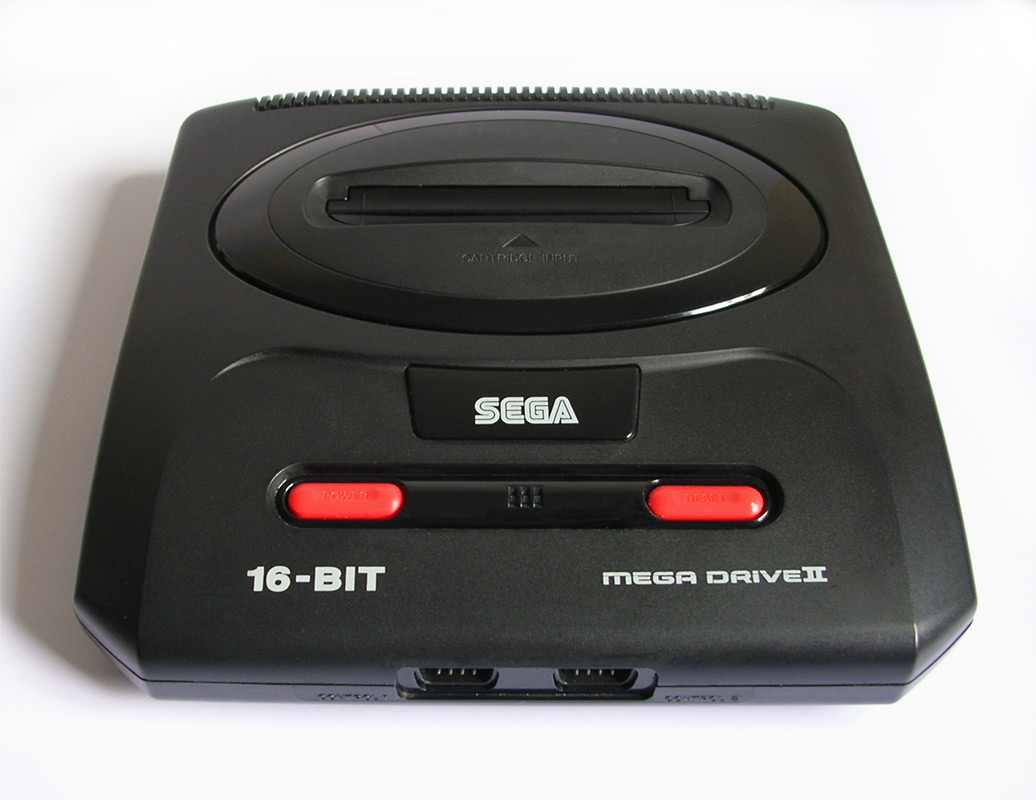
歐洲Mega Drive第二版本

## 技术规格

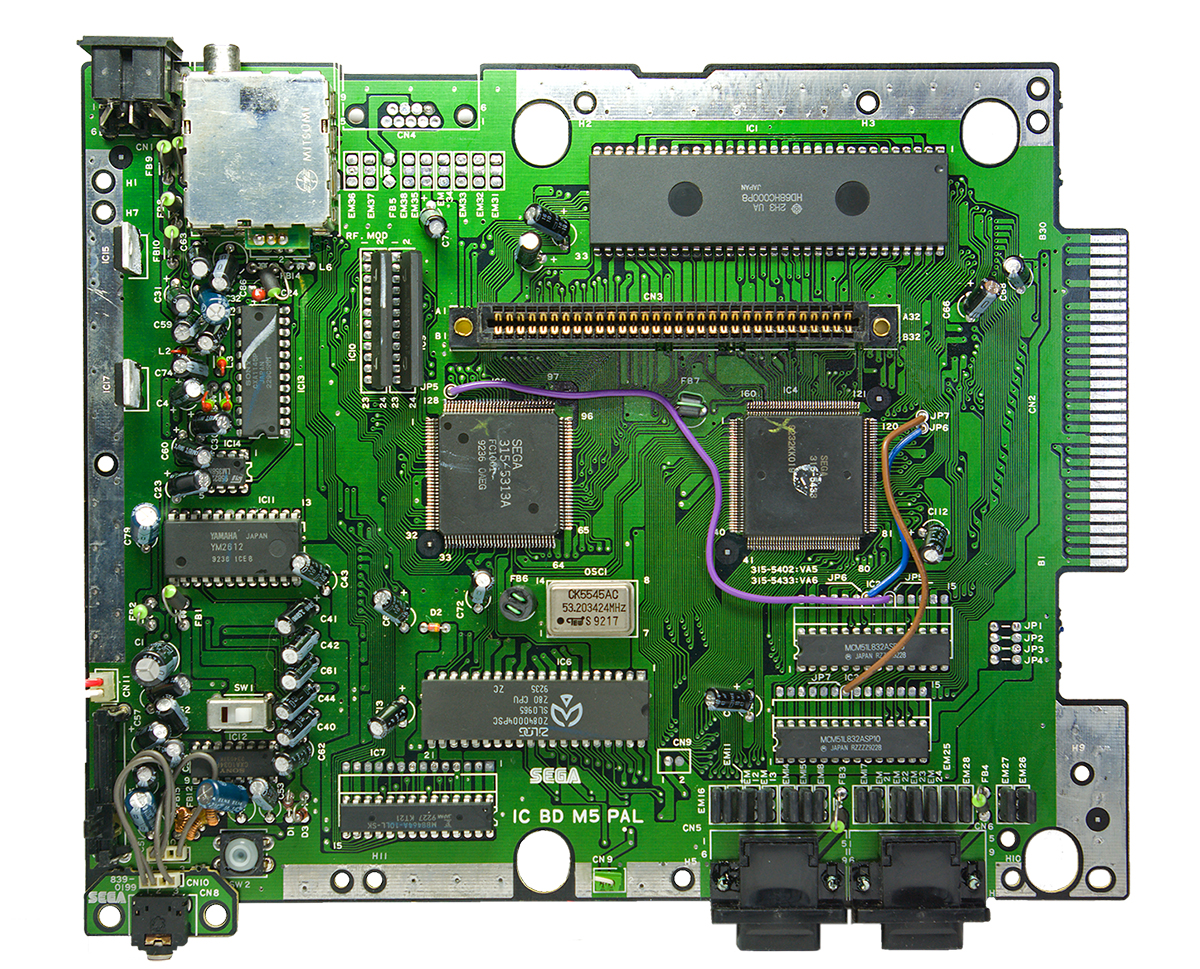
Mega Drive主機板
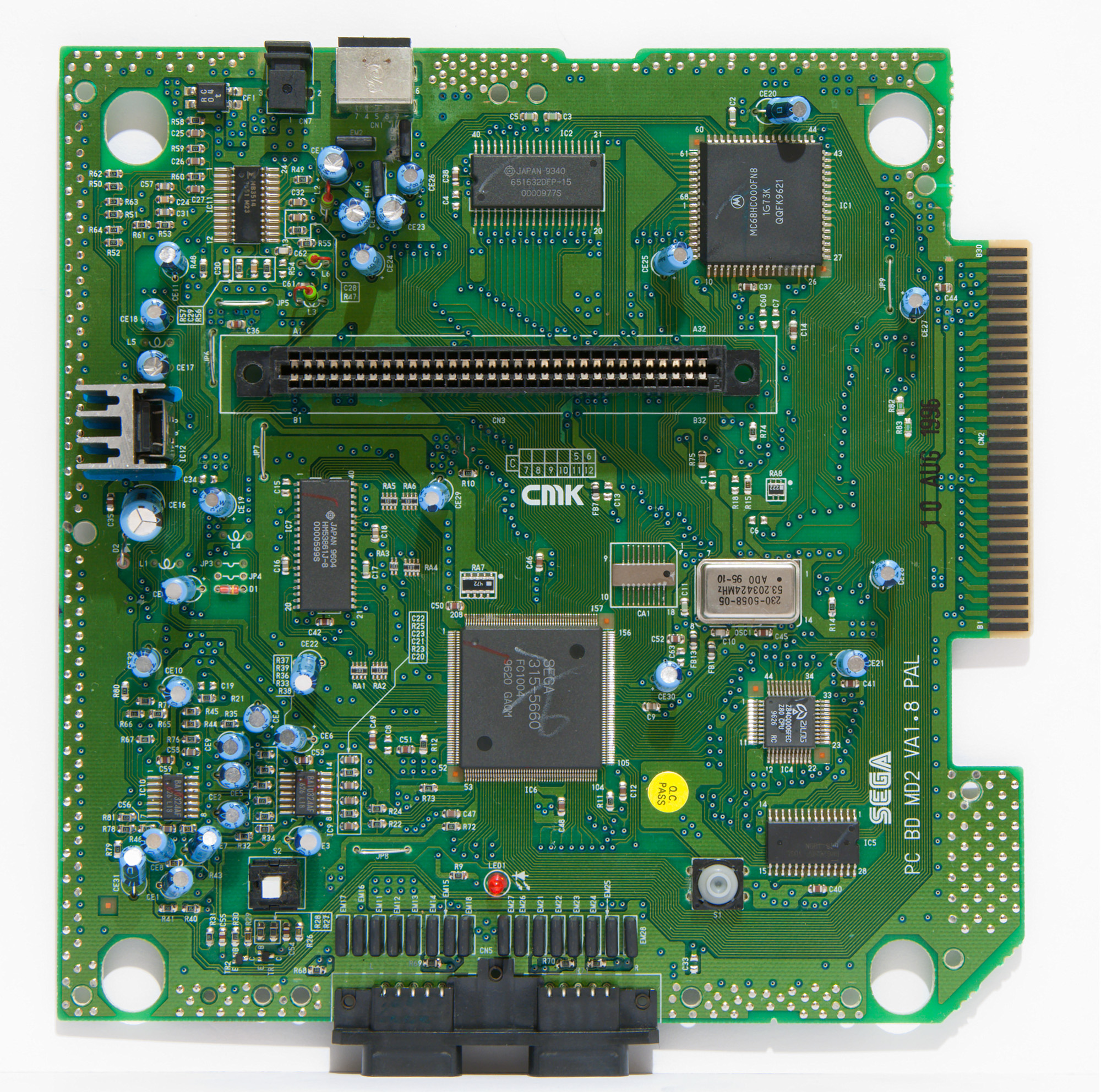
Mega Drive 2主機板

游戏机的主处理器是一个16/32位，時脈7.67MHz的摩托罗拉 68000CPU。此外还使用Zilog Z80次处理器（時脈3.58MHz）。主要是用来控制声音硬件和用来向下兼容世嘉Master System。系统拥有72kB RAM和64kB显存。能够一次从512个调色板中显示最多至61个颜色。游戏是卡带模式，可以从上面插入。

### 解析度
- 320 X 224

### 音效
- 山葉 YM2612

- FM身歷聲6音源（第六聲道有8位元DAC，可做PCM音源之用）

- 德州儀器 SN76489

- PSG 4音源(3方波+1噪聲)

## 遊戲库
Mega Drive的游戏库最初较小，但是最终成长成为含有各种游戏来吸引各种类型的玩家。最初的捆绑游戏是《兽王记》，后来于1991年替换成为《刺猬索尼克》。最佳销售游戏为《刺猬索尼克》、《刺猬索尼克2》和《迪士尼阿拉丁》。在游戏机的制作阶段，世嘉着重于动作游戏的制作。而世嘉北美公司则着重于制作体育类游戏。在游戏机的生命周期中，大部分吸引人的游戏库是以街机为基础游戏，以及具有难度的作品，诸如《Ecco the Dolphin》。也有如《Joe Montana橄榄球》的体育游戏。与其竞争对手相比，世嘉通过加入一些成熟的游戏来吸引年纪更大的群体，包括含有未经审查版本的《真人快打》。
最初，Mega Drive遭受较少的第三方支持，这是由于其占有市场比例较小，以及任天堂的垄断做法。早期对于Mega Drive支持的最大第三方是艺电。艺电的创始人和当时的总裁特里普·霍金斯认为，Mega Drive的快速绘图速度使其与超级任天堂相比，更为适合体育类游戏。

## 附加設備

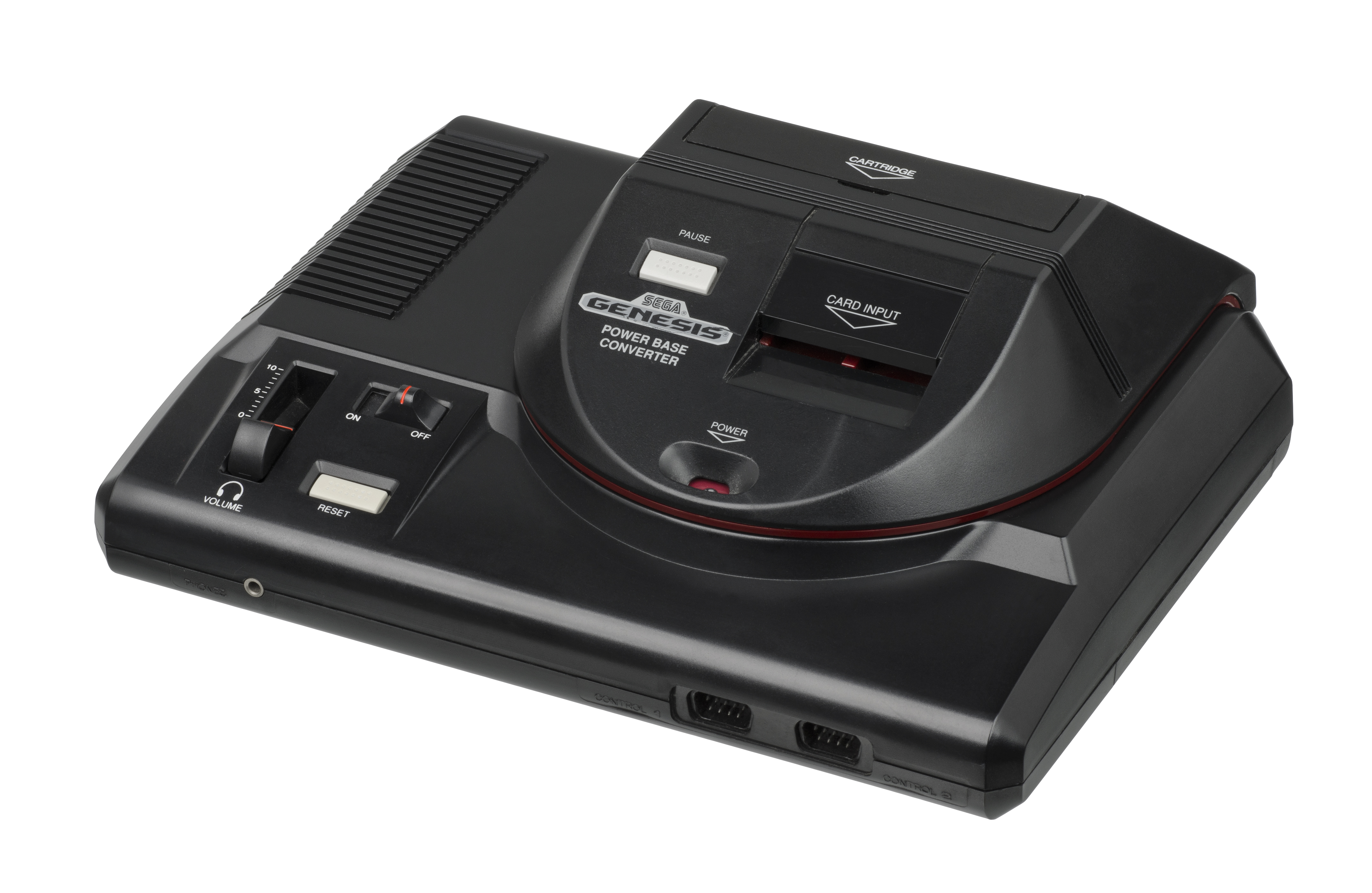
連接北美Genesis的Power Base Converter
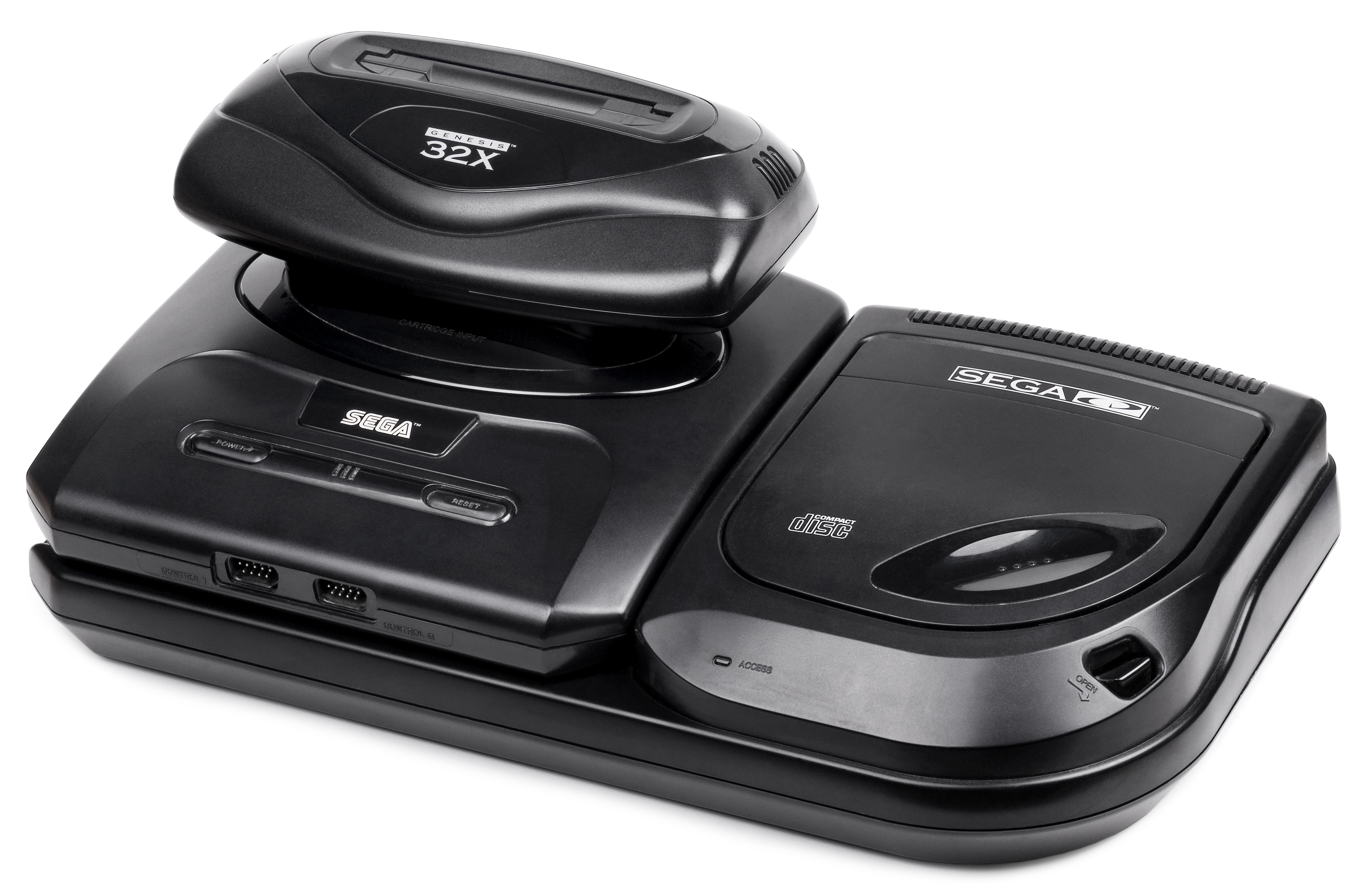
連接北美Genesis第二版本的Sega CD和32X

除了一些诸如能向下相容Mark III/Master System遊戲的Mega Adaptor（日版名：メガアダプタ，美版名：Power Base Converter，歐版名：Master System Converter）的附属设备，Mega Drive亦支持两项附加设备，每项设备具有其独自的游戏库。
第一项是Mega CD，第二项是32X

### Mega-CD
1991年，CD作为音乐和软件的儲存裝置开始流行。由于见到CD对于其竞争者具有巨大优势，世嘉开始与JVC合作，开始为Mega Drive制作一款附加的CD-ROM设备。
銷售量600萬部

### 32X
随着世嘉土星计划在1995年的发行，世嘉开始研发一个跨越Mega Drive和土星之间差距解决方案，并作为一个更加廉价的进入32位时代的入口。
在1994年1月的冬季消费电子展，世嘉北美的研发部门主管Joe Miller收到中山的电话。中山着重要求给予即将发行的雅达利Jaguar的快速回应。世嘉公司因此出现一个概念，那就是“木星计划”。一个全新的游戏平台。木星计划最初希望是Mega Drive的新版本，後來更名為“海王星計劃”。具有更新的颜色调色板和比即将发行土星更为低的价格。在Miller和他的团队的建议之下，世嘉决定将32X作为Mega Drive的外围设备。

### 其他

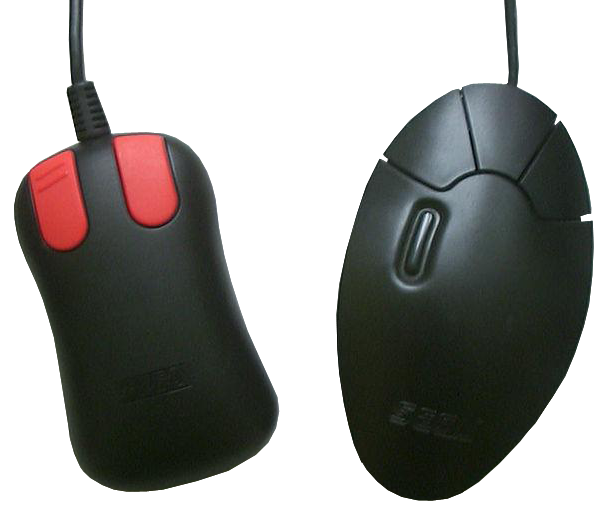
Sega Mouse和Mega Mouse
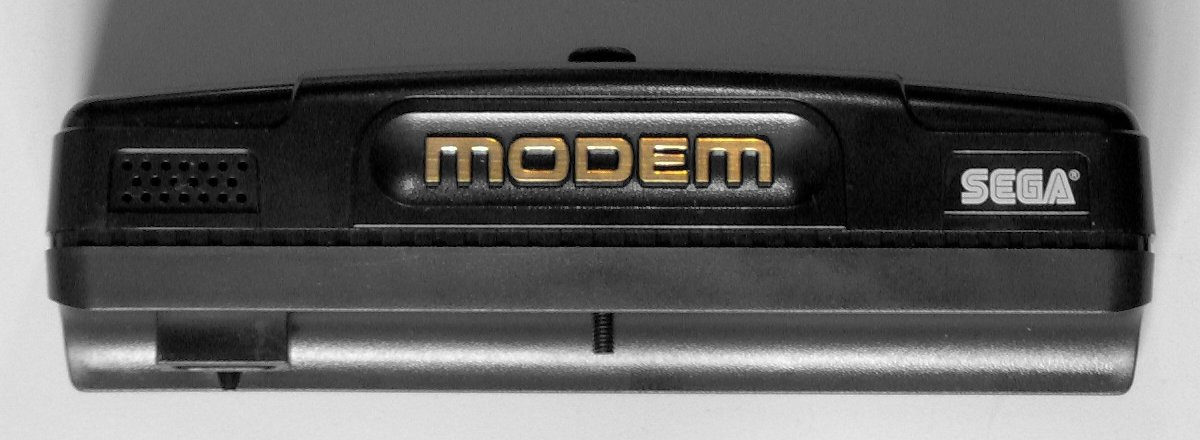
Mega Modem

- 滑鼠
- 磁碟機
- Mega Modem

## 兼容机
共有超过12种经过授权的Mega Drive兼容机推出过。除了世嘉自己制作的机器外，也有Majesco公司、AtGames、JVC、Pioneer Corporation、Amstrad和Aiwa推出其他的兼容机。

### 第一方机器

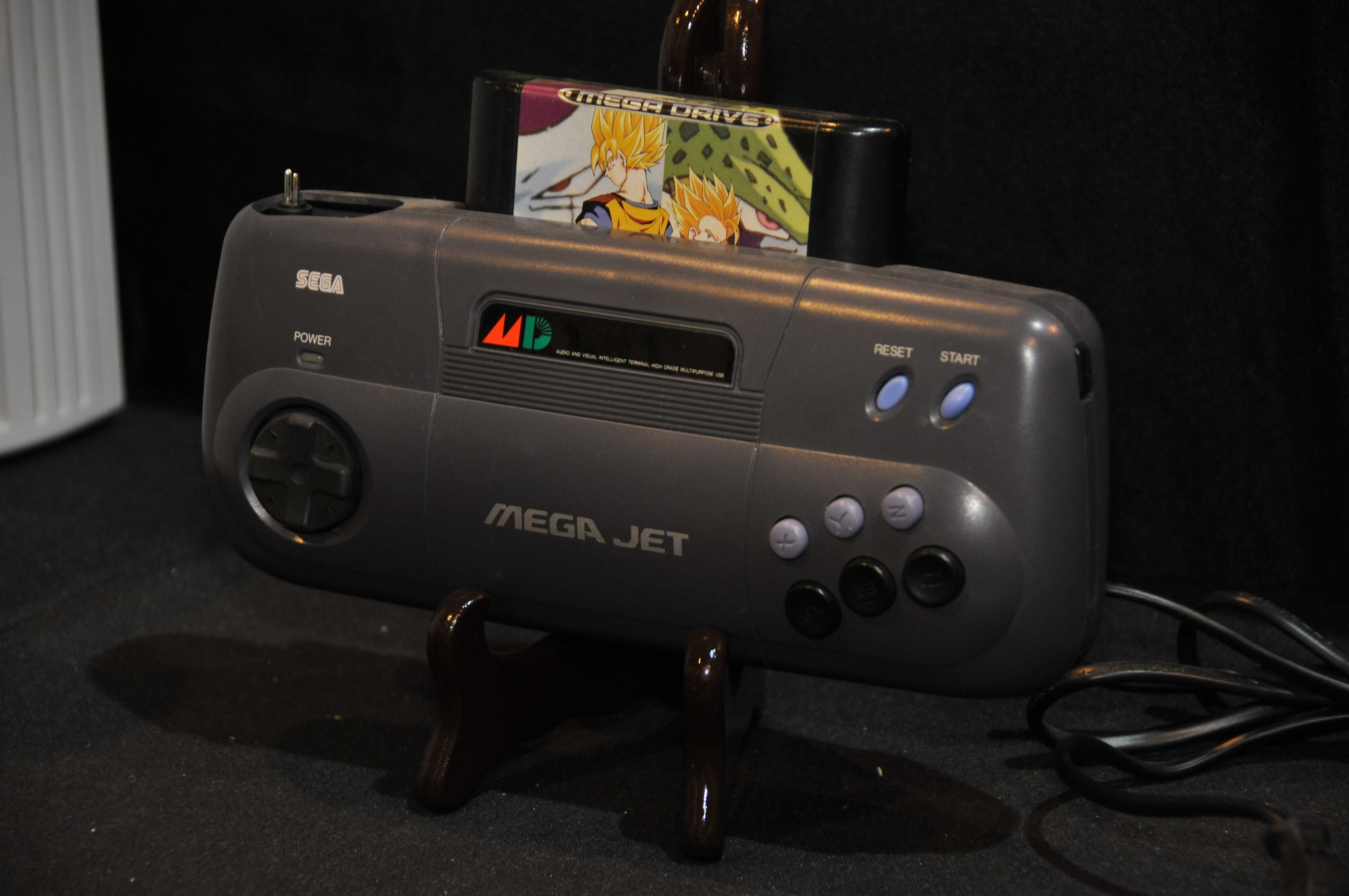
Mega Jet
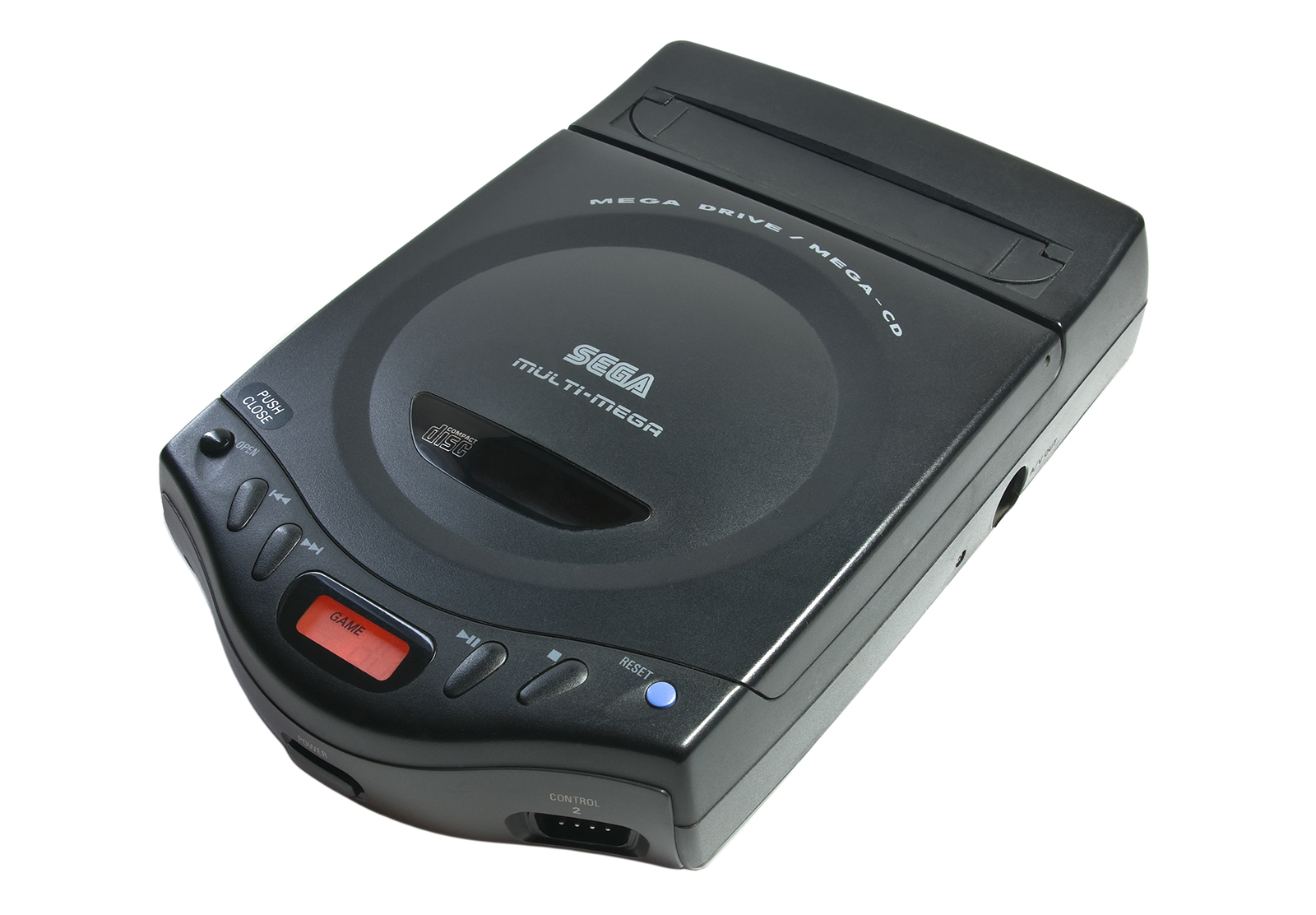
Multi-Mega
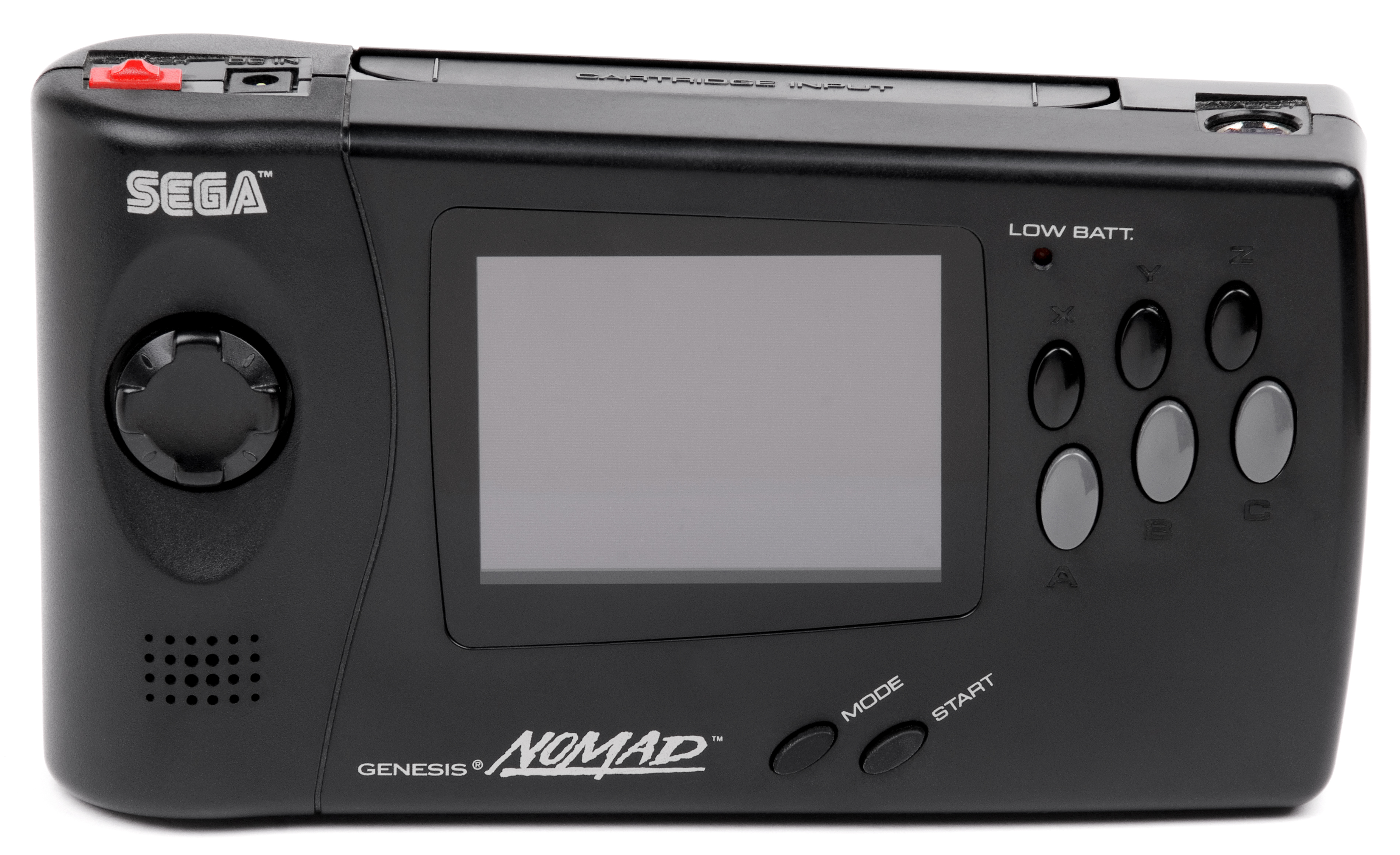
Genesis Nomad

1994年4月，世嘉发行了一个称为Multi-Mega（美版稱為Genesis CDX，巴西版稱為Multi-Mega CDX）的混合半移动Mega Drive/Mega CD游戏机。
在16位时代后期，世嘉在北美地區发行了名为Genesis Nomad的便携式Genesis游戏机。这个根据在日本地区发行的Mega Jet而设计。Mega Jet是一个Mega Drive的便携式游戏机，具有喷气式飞机样式的特征，1993年7月1日開始提供給日本航空機上租用服務，之後零售版於1994年3月10日發行。

### 第三方机器

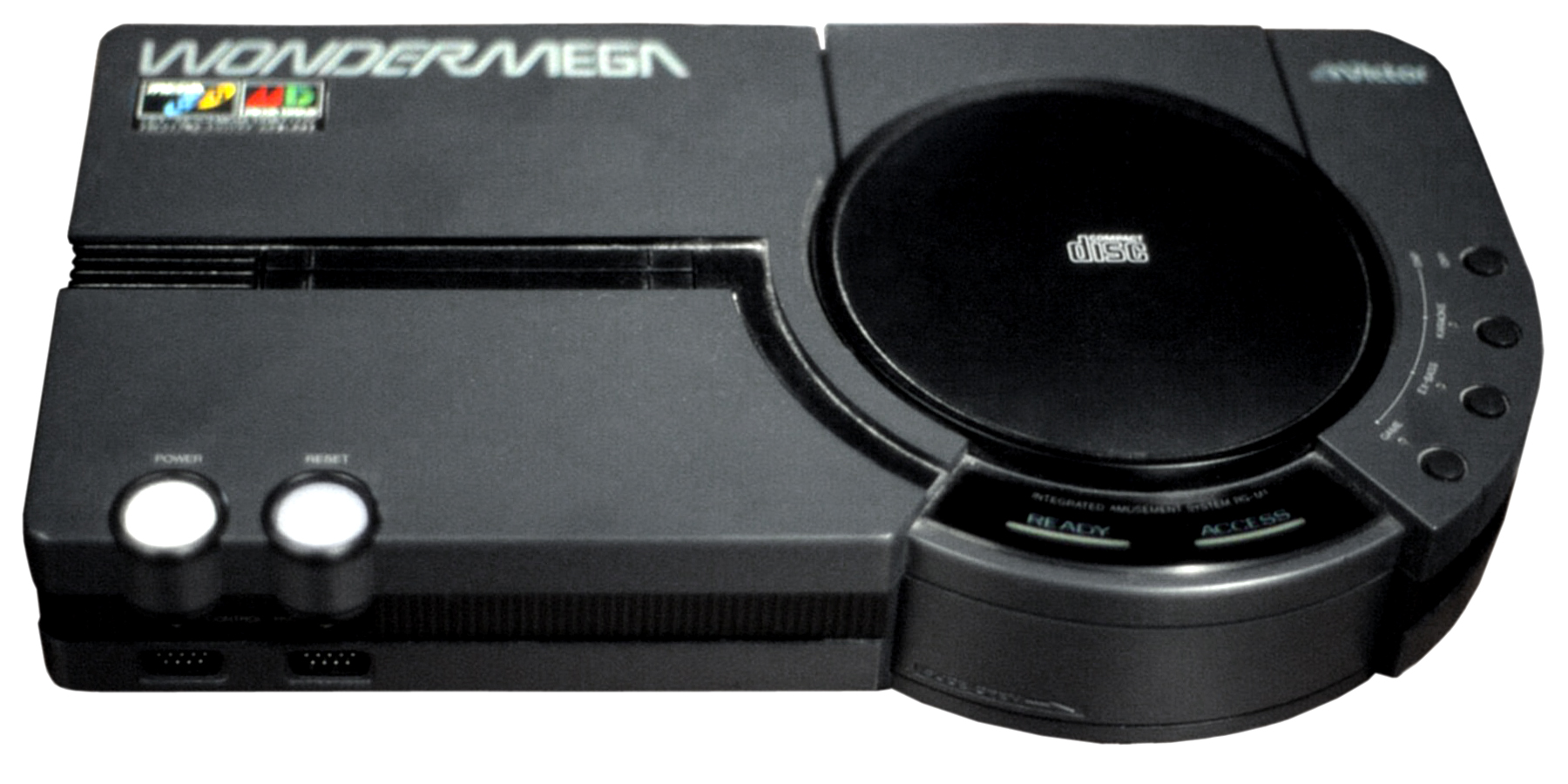
初代Wondermega
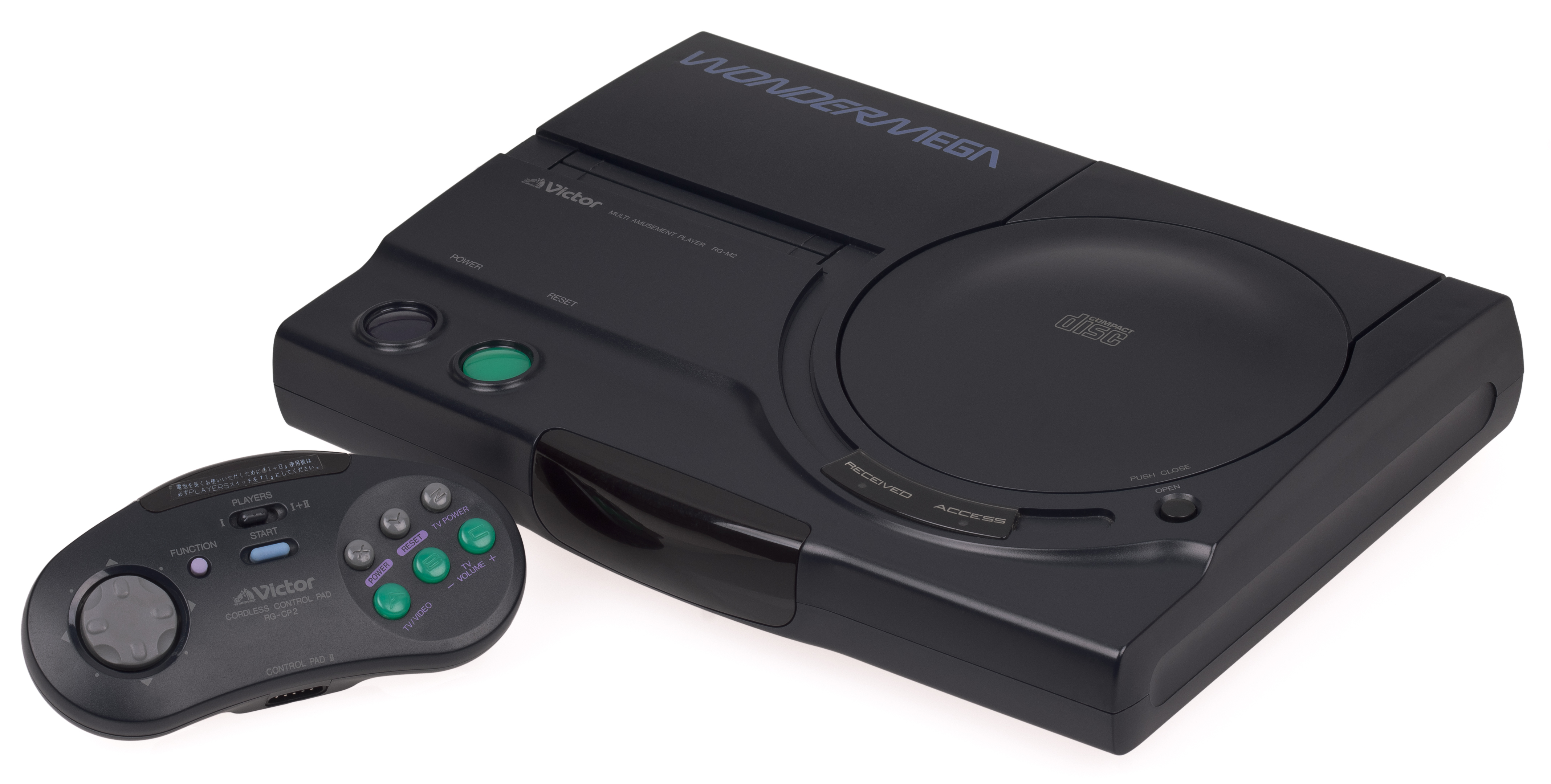
Wondermega第二版本
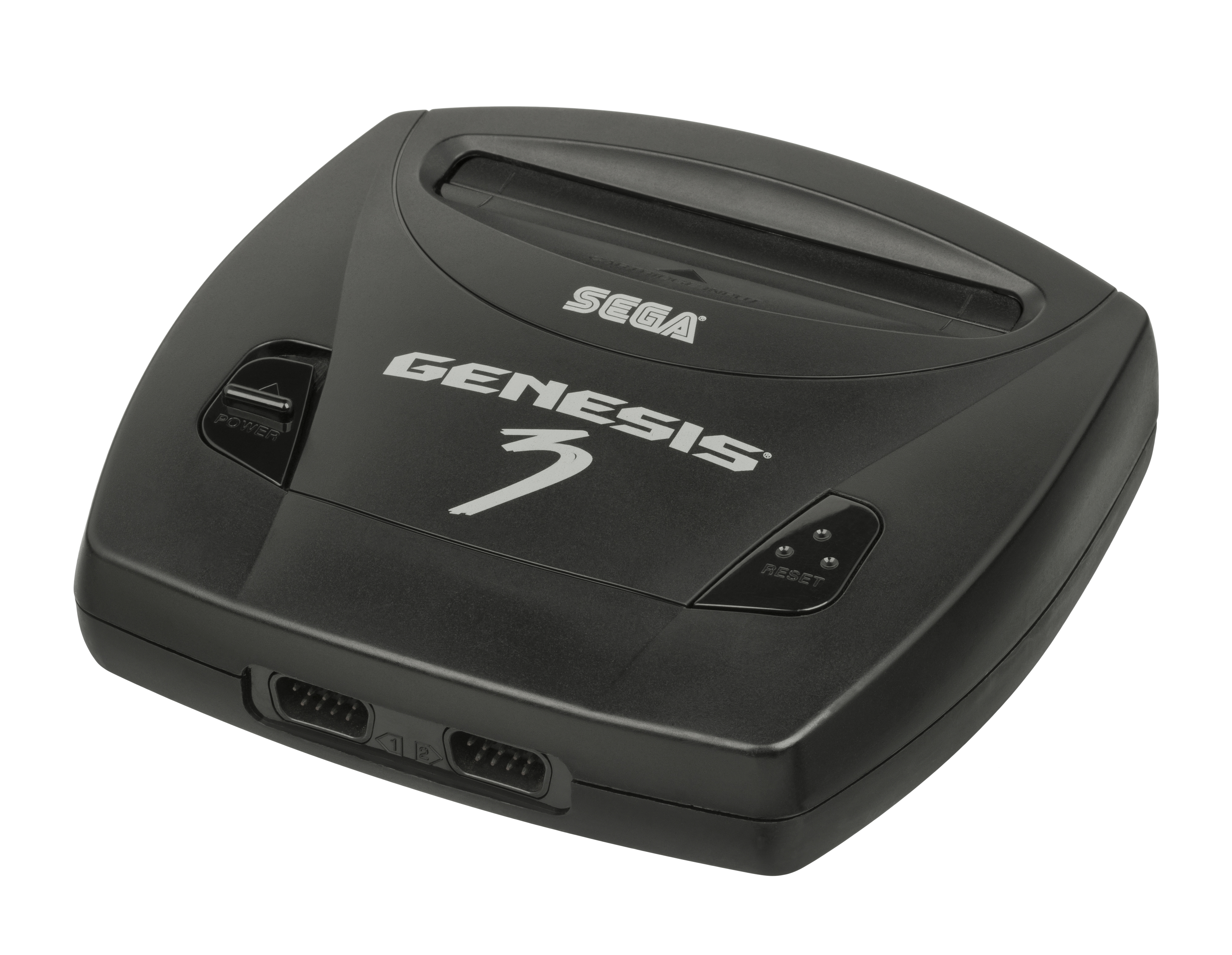
Majesco公司在1998年推出的Genesis 3
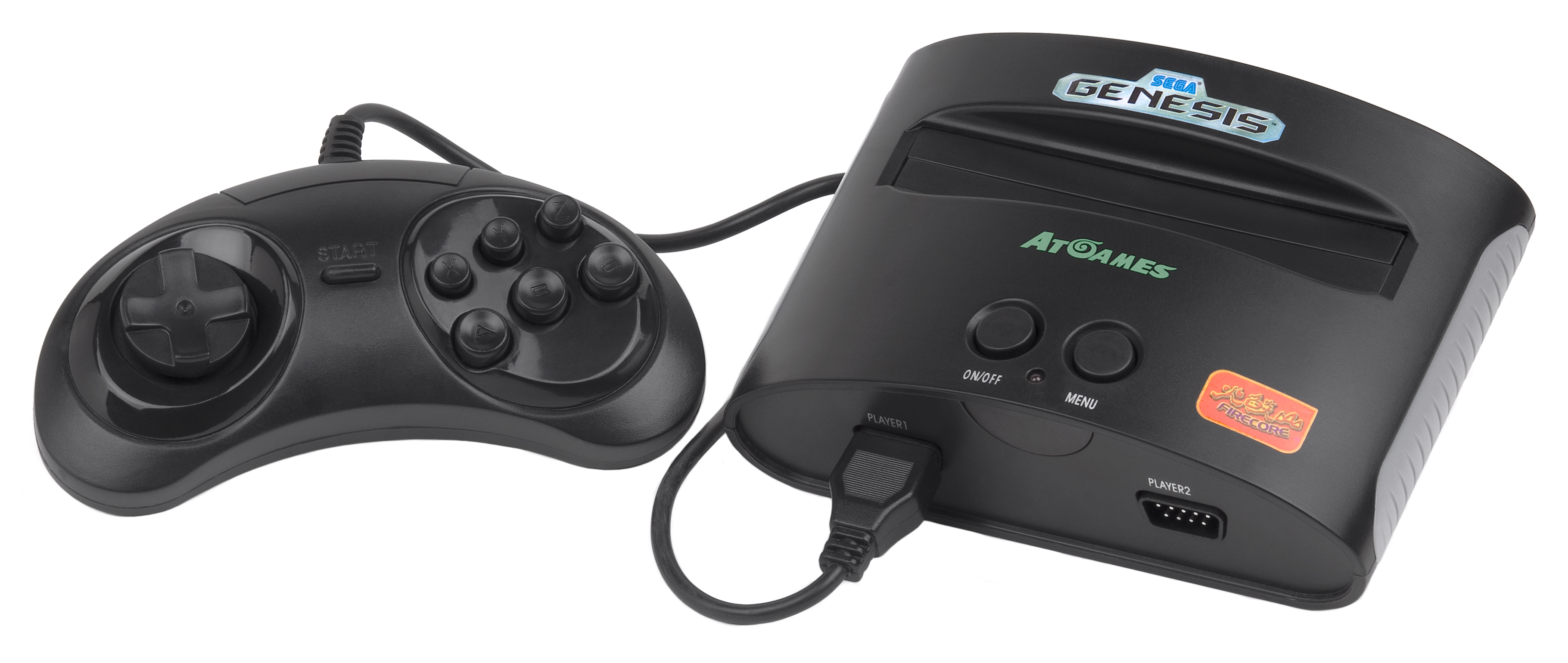
AtGames在2009年推出的Firecore Classic Console

JVC与世嘉公司合作，于1992年4月1日在日本地区发行了Wondermega。之后JVC重新设计了这个系统，于1994年9月以X'Eye名称在北美发行。

## 评价
Mega Drive通常獲认为是最为出色的游戏机中的一个。2009年，IGN将其列为最佳游戏平台第五位。

## Mega Drive Mini

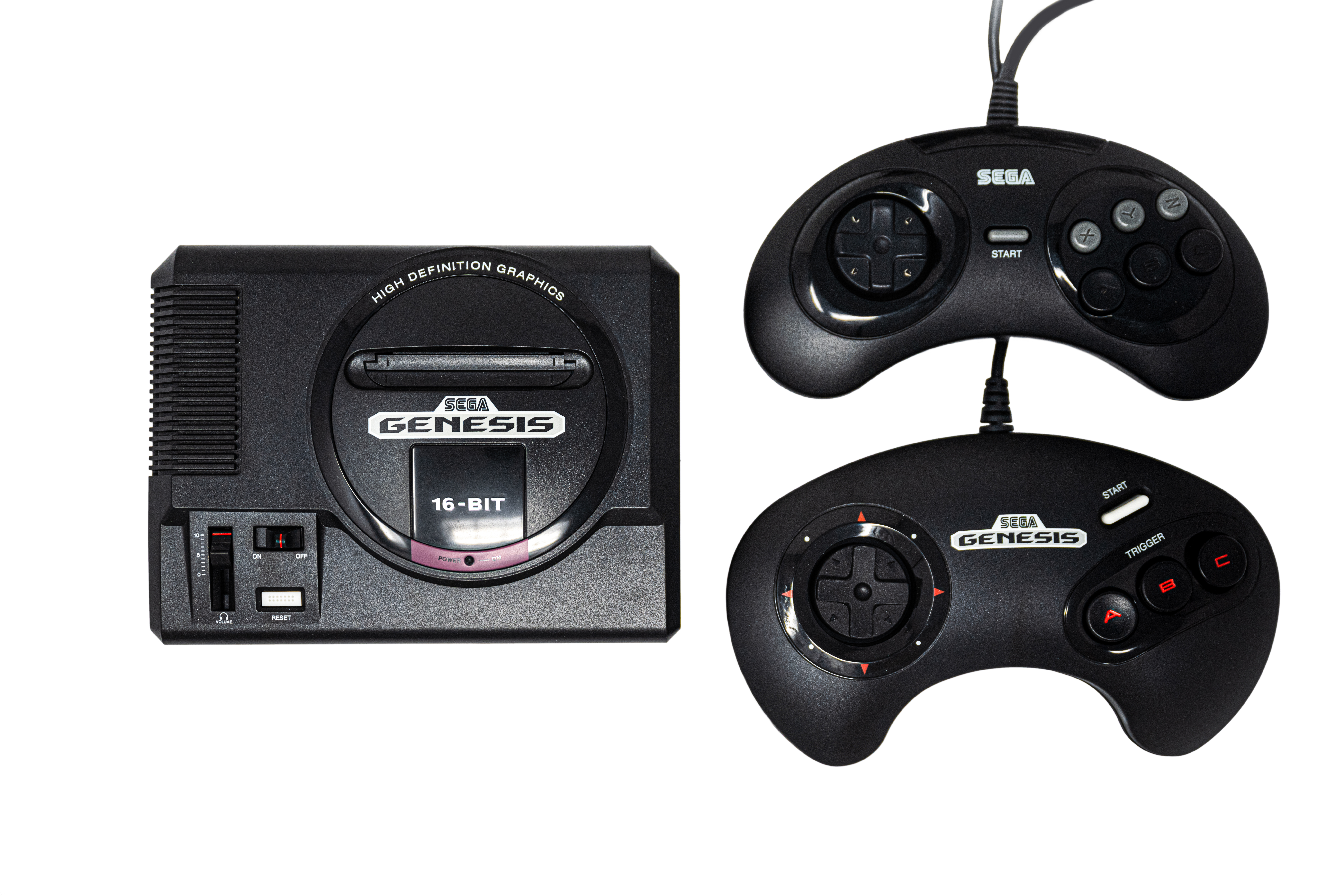
美版Sega Genesis Mini主機、一個三鍵式控制器和一個六鍵式控制器

2018年4月14日，世嘉於「SEGA Fes」活動上宣布推出「Mega Drive Mini」（北美稱為Sega Genesis Mini）的縮小機體，採用2010年代的電子技術重製紀念此系列主機推出30週年，內置高容量固態記憶體，儲存多款如《音速小子》等42款經典正版遊戲但無法插卡帶或新增遊戲，為一種收藏懷舊性質機器，於2019年9月19日在全球發行。最初發行其分為日本版、亞洲版和北美版三種機體，三款內收錄遊戲略有不同，歐洲版機體延遲於2019年10月4日推出。

## 外部連結
- SEGA官方網站 （页面存档备份，存于）